# Крис Елиот
Кристофер Неш „Крис” Елиот (енгл. Christopher Nash "Chris" Elliott; Њујорк, Њујорк, 31. мај 1960), амерички је позоришни, филмски и ТВ глумац, сценариста и комичар.
Постао је познат средином осамдесетих, као извођач и писац скечева у телевизијској емисији Дејвида Летермана. Затим је глумио у хумористичним серијама попут „Get a Life” (1990—1992) и у филмовима као што су Дан мрмота (1993) и „Cabin Boy” (1994), Сви су луди за Мери (1998), као и Мрак филм 2 (2001), Мрак филм 4 (2006) и другим.